# 米奇·曼托
米奇·查理斯·曼托（英語：Mickey Charles Mantle，1931年10月20日—1995年8月13日），美国职业棒球运动员，纽约洋基隊球员，1974年被選入名人堂。
他生涯18個球季都效力於紐約洋基隊，贏得3座美聯MVP以及入選16次明星賽。曼托參加過12次世界大賽並擁有7枚世界大賽冠軍戒指。1995年曼托因肝癌去世，享壽63歲。

## 軼事
- 2022年8月29日，米奇曼托的1952年球員卡以12,600,000美元售出，成為有史以來最貴的運動紀念品。

## 參看
- 50全壘打俱樂部
- 500全壘打俱樂部

## 延伸阅读
- "Signed By Yankees" （页面存档备份，存于）. The Brooklyn Eagle. September 24, 1950.
- United Press. "Mantle, Yanks' Rookie, Loses Duel With Sun" （页面存档备份，存于）. The Brooklyn Eagle. March 12, 1951.
- Holmes, Tommy. "Higher Education of Mickey Mantle" （页面存档备份，存于）. The Brooklyn Eagle. May 23, 1951.
- Burr, Harold. "Mickey Mantle Inherits Baseball's Biggest Job" （页面存档备份，存于）. The Brooklyn Eagle. December 16, 1951.

## 外部連結
- 7: The Mickey Mantle Novel[永久] by Peter Golenbock
- Downloadable audio interview with sportswriter Peter Golenbock (Dynasty, Bats, Balls, Guidry, The Bronx Zoo) on his controversial book 7: The Mickey Mantle Novel （页面存档备份，存于）
- Mantle photo Mantle with Senator Robert Kennedy on Mickey Mantle Day, September 18, 1965
- Mantle-Maris photo Mantle with Roger Maris in the summer of '61.
- Mickey Mantle at Findagrave.com

| 前任： 拉瑞·多比          | 美國聯盟全壘打王 1955年—1956年       | 繼任： Roy Sievers                  |
| 前任： 雷·布恩和傑基·簡森 | 美國聯盟打點王 1956年                | 繼任： Roy Sievers                  |
| 前任： 泰德·威廉斯        | 美國聯盟三冠王 1956年                | 繼任： 法蘭克·羅賓森                |
| 前任： 艾爾·卡萊恩        | 美國聯盟打擊王 1956年                | 繼任： 泰德·威廉斯                  |
| 前任： 尤吉·贝拉          | 美國聯盟最有價值球員獎 1956年—1957年 | 繼任： 傑基·簡森                    |
| 前任： Roy Sievers        | 美國聯盟全壘打王 1958年              | 繼任： 洛基·柯拉維托和哈蒙·基勒布魯 |
| 前任： 洛基·柯拉維托      | 美國聯盟全壘打王 1960年              | 繼任： 羅傑·馬里斯                  |
| 前任： 羅傑·馬里斯        | 美國聯盟最有價值球員獎 1962年        | 繼任： 艾爾史東·霍華德              |